# César Blackman (futbolista nacido en 1975)
César Rodolfo Blackman (Ciudad de Panamá,1975-ibidem, 9 de abril de 2019) fue un futbolista panameño que jugaba como defensor en el equipo de Chorillo FC, Plaza Amador y tras su retiro como futbolista, fungió como director técnico del Suntracs FC de la Liga Nacional de Ascenso.

## Carrera deportiva
Blackman fue miembro del cuerpo técnico del Chorrillo FC, ahora Universitario de Coclé, además dirigió al Suntracs y formó parte de otros cuerpos técnicos de clubes de Ascenso. Su hijo lleva el mismo nombre y milita en el equipo eslovaco del Dunajská Streda como defensa.

## Muerte
Murió asesinado a los 44 años de edad, sobre las 9:20 h. de mañana del nueve de abril de 2019 cerca de un proyecto de construcción de edificios en calle Mivi, Barrio Marañón, en Calidonia. Quienes presenciaron lo ocurrido contaron que dos individuos a bordo de un vehículo Kia Rio de color rojo, llegaron y le dispararon nueve tiros, acabando con la vida del ‘Viejo Blacky'.